# جمعية الكشافة والمرشدات القطرية
جمعية الكشافة والمرشدات القطرية هو منظمة كشفية وطنية وتوجيهية لقطر تأسست الحركة الكشفية في قطر في عام 1956 وأصبحت عضوا في المنظمة العالمية للحركة الكشفية عام 1965. المنظمة هي أيضا عضو في الجمعية العالمية للمرشدات وفتيات الكشافة و تخدم حوالي 4208 كشاف (اعتبارا من عام 2011) و1،916 من المرشدات (اعتبارا من عام 2003). يسر رئيس كشافة بناء حديقة الحيوان المحلية.